# Herri Léon
Pour les articles homonymes, voir Léon.
Herri Léon, né le 15 février 1933 à Lambézellec et mort le 29 août 1962 à Porspoder est un musicien de bagad breton.
Joueur de cornemuse, membre de la Kevrenn Brest Ar Flamm puis de la Kevrenn Brest Sant Mark, il marque durablement l'enseignement de son instrument en privilégiant un style proche de celui de la musique écossaise.

## Hommages
Une salle de spectacle porte son nom près du port de Melon à Porspoder, l'espace Herri Léon.